# Brad Gillis
Bradley Frank Gillis, detto Brad (Honolulu, 15 giugno 1957), è un chitarrista heavy metal statunitense noto come membro dei Night Ranger.

## Biografia
Brad Gillis e Jack Blades hanno fondato i Night Ranger dopo aver suonato insieme nel gruppo jazz e funk rock Rubicon sul finire degli anni settanta. Per un breve periodo di tempo, dopo la prematura scomparsa del chitarrista Randy Rhoads, Gillis ha ricoperto il ruolo di turnista nella band di Ozzy Osbourne, comparendo nell'album live Speak of the Devil (1982). Ha anche suonato per la cantante Fiona e inciso due album da solista. È l'unico membro del gruppo insieme al batterista Kelly Keagy presente in tutti gli album dei Night Ranger.

## Discografia

### Da solista
- 1993 - Gilrock Ranch
- 2000 - Alligator

### Con i Rubicon
- 1978 - Rubicon
- America Dream

### Con Ozzy Osbourne
- 1982 -  Speak of the Devil

### Con Fiona
- 1989 - Heart Like a Gun

### Con i Vicious Rumors
- 2006 - Warball

### Altri album
- 1985 - AA.VV. - Hear 'n Aid
- 1992 - Jeff Watson - Lone Ranger
- 1993 - Atsushi Yokozeki Project - Raid
- 2001 - Kelly Keagy - Time Passes
- 2002 - Paul Shortino's The Cutt - Sacred Place
- 2004 - Jack Blades - Jack Blades
- 2006 - Derek Sherinian - Blood of the Snake
- 2013 - Queensrÿche - Frequency Unknown

### Tribute album
- 2000 - Bat Head Soup: A Tribute to Ozzy
- 2000 - Little Guitars: A Tribute to Van Halen
- 2006 - Flying High Again - The World's Greatest Tribute to Ozzy Osbourne
- 2006 - '80s Metal - Tribute to Van Halen